# Kai Nürnberger
Kai Nürnberger, né le 7 juin 1966, à Wolfenbüttel en Allemagne de l'Ouest, est un joueur et entraîneur allemand de basket-ball. Il évolue durant sa carrière au poste de meneur.

## Palmarès
- Champion d'Europe 1993
- Coupe d'Allemagne 1992, 2000
- MVP du championnat d'Allemagne 1993